# Temporada 2008 del Campeonato de España de Rally de Tierra
La temporada 2008 fue la 26.º edición del Campeonato de España de Rally de Tierra. Comenzó el 7 de marzo en el Rally de Tierra de Pozoblanco y terminó el 18 de noviembre en el Rally de Tierra de Cabanas.

## Calendario
El calendario estaba compuesto de siete pruebas.
| N.º | Fecha               | Prueba                                      |
| --- | ------------------- | ------------------------------------------- |
| 1   | 7-8 de marzo        | Rally de Tierra de Pozoblanco               |
| 2   | 18-19 de abril      | Rally de Tierra de Navalcarnero - Las Rozas |
| 3   | 9-10 de mayo        | Rally de Tierra de Guijuelo                 |
| 4   | 6-7 de junio        | Rally de Tierra de Lanzarote                |
| 5   | 8 de junio          | Rally de Tierra de Lanzarote                |
| 6   | 19-21 de septiembre | Rally de Tierra de Villaquilambre           |
| 7   | 17-18 de octubre    | 2º Rally de Tierra de Cabanas               |

## Clasificación

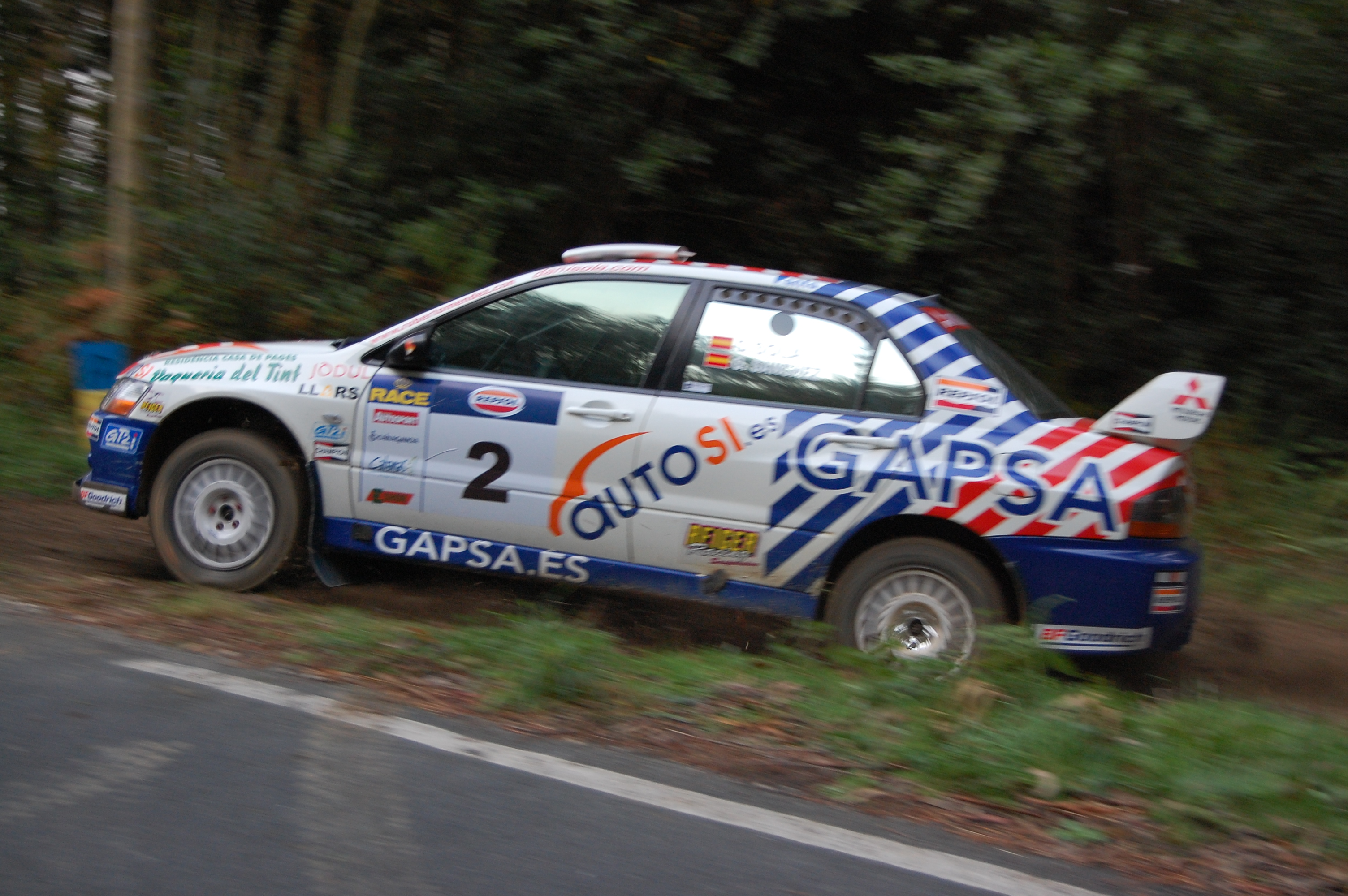
Dani Solà con dos victorias, en Lanzarote y Villaquilambre, fue tercero en el campeonato.

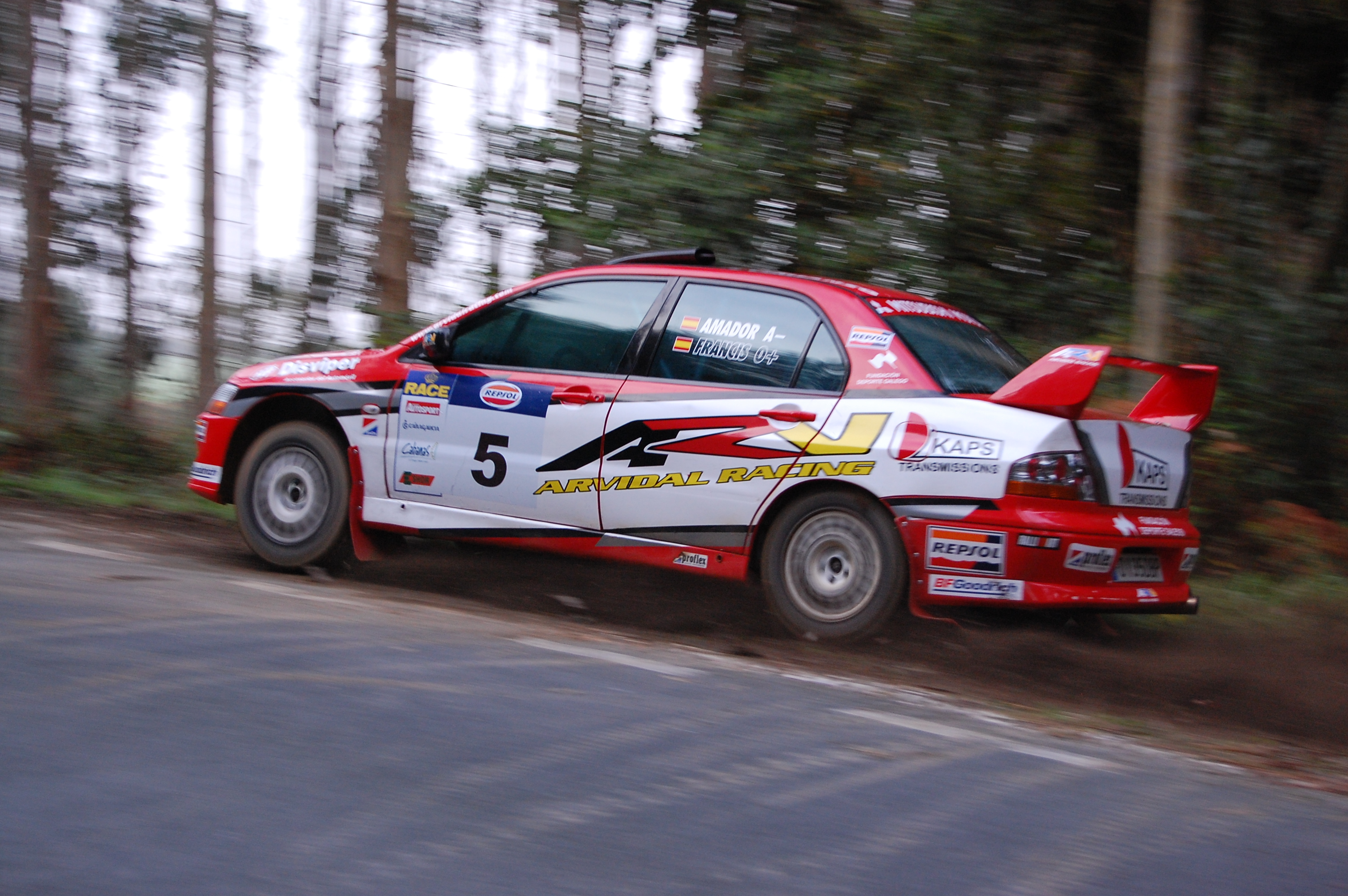
Amador Vidal durante el Rally de Cabanas donde fue el ganador.

### Campeonato de pilotos
| Pos. | Piloto               | 1   | 2   | 3   | 4  | 5   | 6   | 7   | Puntos |
| ---- | -------------------- | --- | --- | --- | -- | --- | --- | --- | ------ |
| 1.   | Xavi Pons            | 1   | 1   | 1   | 3  | 2   | 2   |     | 166    |
| 2.   | Yeray Lemes          | 2   |     | 3   | 2  | 1   | Ret | 2   | 127    |
| 3.   | Dani Solà            | Ret | 2   |     | 1  | Ret | 1   | 3   | 109    |
| 4.   | Óscar Fuertes        | 4   | 3   | Ret | 4  | 4   | 5   |     | 81     |
| 5.   | Alexander Villanueva | 3   | Ret | 5   | 5  | 3   | 4   | Ret | 72     |
| 6.   | Jorge García         | 5   | 4   | 6   | 7  | 5   | 3   |     | 62     |
| 7.   | Enrique Sevilla      | 10  | 23  | 23  | 22 | 15  | 18  |     | 55     |
| 8.   | Eduardo Valdés       | 15  | 17  | Ret | 19 | 19  | 22  | 13  | 44     |
| 9.   | Climent Domingo      | 11  | Ret | Ret | 18 | 17  | 17  |     | 40     |
| 10.  | Eduard Pons          | 8   | 5   | 4   |    |     |     |     | 32     |

### Copa de copilotos
| Pos. | Copiloto              | Puntos |
| ---- | --------------------- | ------ |
| 1.   | Carlos Del Barrio     | 134    |
| 2.   | Rogelio Peñate        | 102    |
| 3.   | Arielle Tramont       | 82     |
| 4.   | Heliodoro Casarrubios | 81     |
| 5.   | Óscar Sánchez         | 77     |
| 6.   | Enrique Velasco       | 72     |
| 7.   | Víctor M. Ferrero     | 55     |
| 8.   | Alex Haro             | 53     |
| 9.   | Albert Garduño        | 53     |
| 10.  | Juan M. Bañobre       | 44     |

### Campeonato de marcas
| Pos. | Marca      | Puntos |
| ---- | ---------- | ------ |
| 1.   | Mitsubishi | 399    |
| 2.   | Peugeot    | 239    |
| 3.   | FIAT       | 158    |
| 4.   | Subaru     | 146    |
| 5.   | SEAT       | 110    |

### Copa de grupo N
| Pos. | Piloto               | Puntos |
| ---- | -------------------- | ------ |
| 1.   | Jorge García Álvarez | 160    |
| 2.   | Benito Guerra        | 83     |
| 3.   | Jordi Martí          | 80     |
| 4.   | Eduardo Valdés       | 78     |
| 5.   | Álvaro Muñiz         | 71     |

### Trofeo de Producción
| Pos. | Piloto             | Puntos |
| ---- | ------------------ | ------ |
| 1.   | Álvaro Muñiz       | 136    |
| 2.   | Diego Cabanela     | 124    |
| 3.   | Carlos A. Márquez  | 117    |
| 4.   | Jordi Martí        | 116    |
| 5.   | Juan Carlos Aguado | 72     |

### Campeonato vehículos 2 ruedas motrices
| Pos. | Piloto            | Puntos |
| ---- | ----------------- | ------ |
| 1.   | Enrique Sevilla   | 131    |
| 2.   | Eduardo Valdés    | 112    |
| 3.   | Climent Domingo   | 92     |
| 4.   | Daniel Villanueva | 53     |
| 5.   | Óscar Gutiérrez   | 46     |

### Mitsubishi Evo Cup Tierra
| Pos. | Piloto          | Puntos |
| ---- | --------------- | ------ |
| 1.   | Xevi Pons       | 52     |
| 2.   | Yeray Lemes     | 40     |
| 3.   | Dani Solà       | 34     |
| 4.   | Alex Villanueva | 26     |
| 5.   | Óscar Fuertes   | 25     |
| 6.   | Jorge García    | 25     |
| 7.   | Amador Vidal    | 10     |
| 8.   | Diego Cabanela  | 9      |
| 9.   | Nani Roma       | 8      |
| 10.  | Joan Roca       | 6      |